# Shake (Zucchero Fornaciari)
Shake è il nono album in studio del cantante italiano Zucchero Fornaciari, pubblicato il 14 settembre 2001.
Il disco venne premiato come album dell'anno al Festivalbar 2002, e promosso dalla doppia tournée europea e mondiale Zucchero Shake Tour nel 2002 e 2003.
Shake è stato l'ultimo album di Zucchero prodotto da Corrado Rustici.

## Descrizione

### Composizione
L'album segna la fine del sodalizio con Corrado Rustici. Le tendenze pop di Zucchero, infatti, non troveranno più il giusto bilanciamento con la voglia dello storico produttore di sperimentare generi musicali più audaci. In questo disco Zucchero fa ampio ricorso alla campionatura, ossia la ripresa di voci e suoni tratti da brani del passato, dopo averne chiesto i diritti, utilizzandoli come se fossero dei veri e propri strumenti musicali. È stato Zucchero stesso ad affermare che nel decennio precedente molti musicisti d'avanguardia, come Fatboy Slim, erano stati soliti prendere parti di dischi rari per le loro composizioni. Il musicista reggiano, ispirandosi all'album Play di Moby, dichiara quindi di aver fatto lo stesso con il supporto di John O'Brien, suo programmatore di Los Angeles, che possedeva una discografia enorme di artisti la cui musica era molto difficile da ricreare, perché le tecniche di registrazione del tempo erano difficilmente imitabili. L'obiettivo è stato, quindi, quello di dare ai nuovi brani un suono simile a certe sonorità degli anni '50, come i cori gospel, usando questi campionamenti.

### Canzoni
Le prime tre tracce, Sento le campane, Music in Me e Porca l'oca, che contiene un campione da What'd I Say di Ray Charles, sono imperniate su musicalità rock blues e quasi in continuità tra loro. Il terzo singolo scelto per il mercato internazionale, ossia Ali d'oro, I Lay Down nella versione inglese, è stato registrato insieme a John Lee Hooker, poco prima della scomparsa di quest'ultimo: l'album è stato proprio dedicato al bluesman. In Ahum è presente un campione da Just the Way You Are nella versione cantata da Barry White, in Scintille Deceiving Blues di Blind Teddy Darby e Feelin' Lowdown di Big Bill Broonzy, Take Me to the River di Al Green e Mannish Boy di Muddy Waters in Baila (Sexy Thing), singolo di lancio dell'album e uno dei maggiori successi a livello internazionale del cantante, Oh! Death Where Is Thy Sting? in Dindondio, il cui testo è stato co-scritto da Pasquale Panella, e Choladas di M. Vivanco in Rossa mela della sera.
Infine, dopo le collaborazioni per i testi di Diamante (1989) e Pane e sale (1995), tra gli autori dell'album Zucchero ritrova la poesia di Francesco De Gregori, che ha partecipato al testo di Tobia. Il brano, in chiusura di album dopo la title track, è una dedica al bovaro del bernese che Zucchero non ritrovò più, una volta scappato.

## Tracce
Testi e musiche di Zucchero, eccetto dove diversamente indicato.

### Versione italiana
1. Sento le campane – 3:26 (musica: Zucchero, Isaac Hayes & Porter)
2. Music in Me – 3:21 (musica: Zucchero, Robyx)
3. Porca l'oca – 3:28
4. Ali d'oro (feat. John Lee Hooker) – 4:57 (musica: Zucchero, Luciano Luisi)
5. Ahum – 4:44 (musica: Zucchero, Robyx)
6. Scintille – 5:15
7. Baila (Sexy Thing) – 4:04 (Zucchero, Robyx)
8. Dindondio – 4:37 (testo: Zucchero, Pasquale Panella)
9. Rossa mela della sera – 5:05 (testo: Zucchero, Pasquale Panella)
10. Shake – 3:55
11. Tobia – 4:58 (testo: Zucchero, Francesco De Gregori – musica: Zucchero, Luciano Luisi)

### Versione inglese
1. Baila Sexy Thing – 3:57 (testo: Zucchero, Robyx, S. E. Davis – musica: Zucchero, Robyx)
2. Music in Me – 3:21 (musica: Zucchero, Robyx)
3. Porca l'oca – 3:28
4. I Lay Down (feat. John Lee Hooker) – 4:57 (testo: Zucchero, S. E. Davis – musica: Zucchero, Luciano Luisi)
5. I'm in Trouble – 4:44 (testo: Zucchero, S. E. Davis – musica: Zucchero, Robyx)
6. Sparkling Meadows – 5:15 (testo: Zucchero, S. E. Davis)
7. Sento le campane – 3:26 (musica: Zucchero, Isaac Hayes & Porter)
8. Bell'amore mio – 4:37 (testo: Zucchero, Pasquale Panella, S. E. Davis)
9. Rossa mela della sera – 5:05 (testo: Zucchero, Pasquale Panella)
10. Shake – 3:55
11. Lost Scents – 4:58 (testo: Zucchero, Francesco De Gregori, S. E. Davis – musica: Zucchero, Luciano Luisi)

### Versione spagnola
1. Baila morena – 3:57 (testo: Zucchero, Robyx, Nuria & Raquel Diaz – musica: Zucchero, Robyx)
2. Music in Me – 3:21 (musica: Zucchero, Robyx)
3. Porca l'oca – 3:28
4. Ali d'oro (feat. John Lee Hooker) – 4:57 (musica: Zucchero, Luciano Luisi)
5. Hasta el fondo – 4:44 (testo: Zucchero, Nuria & Raquel Diaz – musica: Zucchero, Robyx)
6. Scintille – 5:15
7. Sento le campane – 3:26 (musica: Zucchero, Isaac Hayes & Porter)
8. No seré yo – 4:37 (testo: Zucchero, Pasquale Panella, P. Donés)
9. Rossa mela della sera – 5:05 (testo: Zucchero, Pasquale Panella)
10. Shake – 3:55
11. Aromas perdidos – 4:58 (testo: Zucchero, Francesco De Gregori, Nuria & Raquel Diaz – musica: Zucchero, Luciano Luisi)

### Versione "Special Tour"
CD1
1. Sento le campane – 3:26 (musica: Zucchero, Isaac Hayes & Porter)
2. Music in Me – 3:21 (musica: Zucchero, Robyx)
3. Porca l'oca – 3:28
4. Ali d'oro (feat. John Lee Hooker) – 4:57 (musica: Zucchero, Luciano Luisi)
5. Ahum – 4:44 (musica: Zucchero, Robyx)
6. Scintille – 5:15
7. Baila (Sexy Thing) – 3:57 (musica: Zucchero, Robyx)
8. Dindondio – 4:37 (testo: Zucchero, Pasquale Panella)
9. Rossa mela della sera – 5:05 (testo: Zucchero, Pasquale Panella)
10. Shake – 3:55
11. Tobia – 4:58 (testo: Zucchero, Francesco De Gregori – musica: Zucchero, Luciano Luisi)

CD2
Il CD2 contiene quattro brani eseguiti live durante le tappe olandesi dello Zucchero Shake Tour.
1. Senza una donna (Without a Woman) (live in Holland)
2. Ahum (live in Holland)
3. Baila (Sexy Thing) (live in Holland)
4. Il volo (live in Holland)

### Versione messicana
1. Baila morena – 3:57 (testo: Zucchero, Robyx, Nuria & Raquel Diaz – musica: Zucchero, Robyx)
2. Music in Me – 3:21 (musica: Zucchero, Robyx)
3. Porca l'oca – 3:28
4. Ali d'oro (feat. John Lee Hooker) – 4:57 (musica: Zucchero, Luciano Luisi)
5. Hasta el fondo – 4:44 (testo: Zucchero, Nuria & Raquel Diaz – musica: Zucchero, Robyx)
6. Scintille – 5:15
7. Sento le campane – 3:26 (musica: Zucchero, Isaac Hayes & Porter)
8. No seré yo – 4:37 (testo: Zucchero, Pasquale Panella, P. Donés)
9. Rossa mela della sera – 5:05 (testo: Zucchero, Pasquale Panella)
10. Shake – 3:55
11. Aromas perdidos – 4:58 (testo: Zucchero, Francesco De Gregori, Nuria & Raquel Diaz – musica: Zucchero, Luciano Luisi)
12. Baila morena (feat. Maná) – 3:57 (testo: Zucchero, Robyx, Nuria & Raquel Diaz – musica: Zucchero, Robyx)

### Versione U.S.A a edizione limitata
CD
1. Baila Sexy Thing – 3:57 (testo: Zucchero, Robyx, S. E. Davis – musica: Zucchero, Robyx)
2. Music in Me – 3:21 (musica: Zucchero, Robyx)
3. Porca l'oca – 3:28
4. I Lay Down (feat. John Lee Hooker) – 4:57 (testo: Zucchero, S. E. Davis – musica: Zucchero, Luciano Luisi)
5. I'm in Trouble – 4:44 (testo: Zucchero, S. E. Davis – musica: Zucchero, Robyx)
6. Sparkling Meadows – 5:15 (testo: Zucchero, S. E. Davis)
7. Sento le campane – 3:26 (musica: Zucchero, Isaac Hayes & Porter)
8. Bell'amore mio – 4:37 (testo: Zucchero, Pasquale Panella, S. E. Davis)
9. Rossa mela della sera – 5:05 (testo: Zucchero, Pasquale Panella)
10. Shake – 3:55
11. Lost Scents – 4:58 (testo: Zucchero, Francesco De Gregori, S. E. Davis – musica: Zucchero, Luciano Luisi)
12. Baila morena (feat. Maná) – 3:57 (testo: Zucchero, Robyx, Nuria & Raquel Diaz – musica: Zucchero, Robyx)

DVD
1. Zucchero Behind the Scenes
2. Baila (Sexy Thing)
3. Sento le campane
4. Ahum
5. I'm in Trouble
6. Baila Sexy Thing
7. The Making of Baila (with Manà)

### Versione a edizione limitata (2016)
Il vinile del disco è stato nuovamente pubblicato nel box set ad edizione limitata Studio Vinyl Collection del 2016.

## I video musicali
- Sento le campane, su YouTube.
- Music in Me & Porca l'oca (live), su YouTube.
- Ali d'oro (ft. John Lee Hooker), su YouTube.
- Ahum, su YouTube.
- Scintille, su YouTube.
- Baila, su YouTube.
- Dindondio, su YouTube.
- Shake (live), su YouTube.
- Tobia, su YouTube.
- I'm in Trouble, su YouTube.

## Formazione
- Zucchero - voce, pianoforte, mellotron, chitarra
- Luciano Luisi - pianoforte, organo Hammond, tastiera, assolo di pianoforte, mellotron
- David Sancious - tastiera, organo Hammond, pianoforte, assolo di organo (nel brano Baila)
- Pino Palladino - basso
- Davide De Vito - batteria (nei brani Tobia, Ahum e Dindondio)
- Zack Alford - batteria
- Corrado Rustici - chitarra elettrica, chitarra acustica, tastiera, cori
- Roy Rogers - slide guitar, chitarra elettrica
- Polo Jones - basso
- John O'Brien - programmazione
- Max Marcolini - chitarra elettrica addizionale, programmazione
- Robyx - programmazione
- James Thompson - fiati, cori, sax (nel brano Shake)
- Chance - cori, seconda voce (nei brani Music in me e Ahum)
- Mino Vergnaghi - cori
- Arthur Miles - cori, speaker
- Werther Dal Monte - speaker
- John Lee Hooker - seconda voce (nel brano Ali d'oro)

## Successo commerciale
L'album esordisce alla prima posizione della classifica italiana rimanendovi per quattro settimane consecutive, risultando il quarto album più acquistato in Italia nel 2001 e vendendo, ad oggi, tra le 700 000 e le 800 000 copie in Italia. Il disco ha ottenuto il quinto disco di platino a marzo 2002 e il sesto disco di platino a gennaio 2003. In Svizzera le copie vendute sono 120 000. In Germania raggiunge la 25ª posizione e in Francia la 40ª posizione vendendo rispettivamente 37 000 copie e 48 000 copie stimate nei primi due mesi dalla pubblicazione. In Europa l'album ha raggiunto 1 000 000 di copie, traguardo che ha permesso a Zucchero di ritirare dalla International Federation of the Phonographic Industry il Platinum Europe Awards, il quinto della carriera. Le copie complessive vendute nel mondo sono oltre 2 000 000.
In Spagna, nell'arco di circa quattro mesi, l'album supera le 50 000 copie vendute, facendo ottenere a Zucchero, per la prima volta, un disco d'oro sul territorio iberico.

## Classifiche

### Classifiche settimanali
| Classifica (2001-2002) | Posizione massima |
| ---------------------- | ----------------- |
| Austria                | 16                |
| Belgio (Fiandre)       | 39                |
| Belgio (Vallonia)      | 22                |
| Europa                 | 12                |
| Francia                | 40                |
| Germania               | 25                |
| Italia                 | 1                 |
| Paesi Bassi            | 67                |
| Spagna                 | 26                |
| Svizzera               | 1                 |
| Classifica (2004)      | Posizione massima |
| Belgio (Fiandre)       | 94                |
| Belgio (Vallonia)      | 100               |

### Classifiche di fine anno
| Classifica (2001) | Posizione |
| ----------------- | --------- |
| Europa            | 78        |
| Germania          | 306       |
| Italia            | 4         |
| Svizzera          | 5         |
| Classifica (2002) | Posizione |
| Europa            | 90        |
| Germania          | 814       |
| Italia            | 11        |
| Svizzera          | 38        |